# Henri Hamal
Henri Hamal (Luik, 20 juli 1744 – aldaar, 17 september 1820) was een Zuid-Nederlands/(Belgisch) componist, dirigent en organist. Hij was een zoon van Dieudonné-Lambert Hamal en zijn vrouw. Verder was hij de kleinzoon van Henri-Guillaume Hamal (1685-1752) en een neef van Jean-Noël Hamal (1709-1778); eveneens componisten en organisten in Luik.

## Levensloop

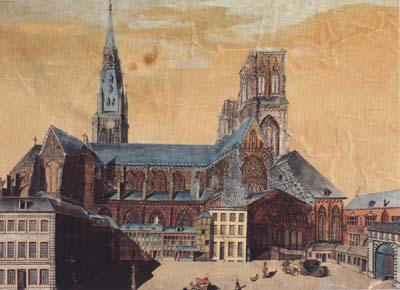
De voormalige kathedraal van
Onze-Lieve-Vrouw en Sint-Lambertus in
Luik door Jean Deneumoulin

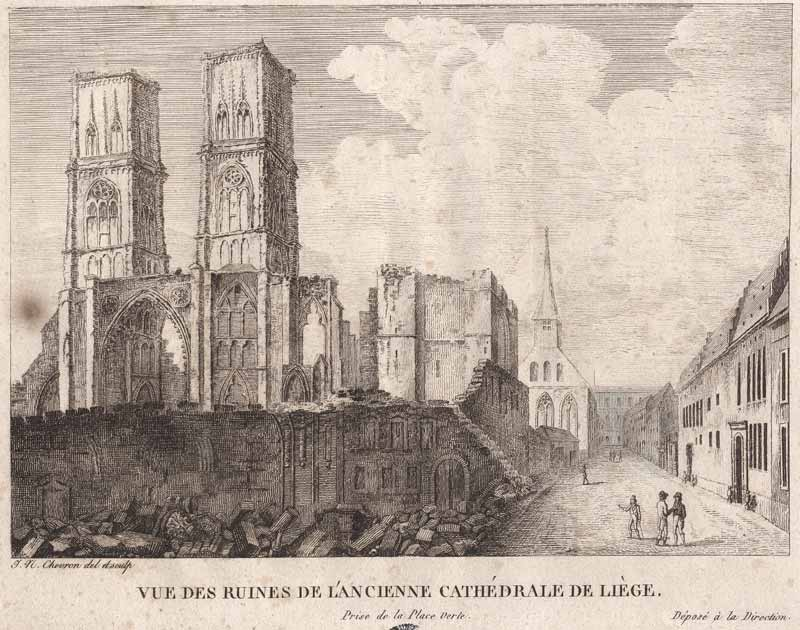
De ruïne van de voormalige kathedraal
van Onze-Lieve-Vrouw en Sint-Lambertus
in Luik door Jean-Noël Chevron

Hamal studeerde bij zijn oom Jean-Noël Hamal, toen organist en koorleider aan de Luikse Sint-Lambertuskathedraal. Met steun van de stichting Darchis kon hij in 1763 op een studiereis naar Italië gaan. In 1769 kwam hij terug en werd in 1770 opvolger van zijn oom Jean-Noël Hamal als organist en koorleider aan de Sint-Lambertuskathedraal, alhoewel zijn oom nog de titel kon behouden. In deze functie bleef hij tot de gewelddadige plundering en vernietiging door de revolutionairen in 1793/1794. Als medeoprichter van de Société d'Emulation viel hij bij prins-bisschop Cesar van Hoensbroeck in ongenade en kon bij het requiem in 1792 in de kathedraal niet meerwerken. Hij werd bij deze gelegenheid vervangen door Simon Leclercq.
Vervolgens werd hij organist en koorleider aan de Sint-Pauluskathedraal in Luik, die in 1801 tot de nieuwe kathedraal van het bisdom verheven wordt. In de laatste jaren van zijn leven schreef hij het boek Annales des progrès du théâtre, de l'art musical et de la composition dans l'ancienne principauté de Liège depuis l'année 1738 jusq'en 1806: essay historique sur les concerts et le théâtre de Liège.
Als componist schreef hij natuurlijk veel kerkmuziek, rond 20 missen, drie Requiem, hymnes, litanieën, vespers, motetten en psalmvertoningen, maar ook profane werken, zoals Waalse cantates en liederen.
Zoals zijn grootvader (Henri-Guillaume Hamal) en zijn oom (Jean-Noël Hamal) organiseerde ook hij zelf concerten in de zaal van de Redoute in Luik.

## Composities

### Cantates
- 1784 Le cri de la Patrie, cantate

### Muziektheater

#### Opera's
| Voltooid in | titel                    | aktes       | première              | libretto              |
| ----------- | ------------------------ | ----------- | --------------------- | --------------------- |
| 1774        | Le Triomphe du sentiment | 3 bedrijven | 28 januari 1775, Luik | Joseph Bertrand       |
|             | Pygmalion                | 1 akte      | zonder datum, Luik    | Jean Jacques Rousseau |

### Vocale muziek

#### Liederen
- 1777 Le Fat ou les preuves d'amour - tekst: Raynier

## Publicaties
- Annales des progrès du théâtre, de l'art musical et de la composition dans l'ancienne principauté de Liège depuis l'année 1738 jusq'en 1806: essay historique sur les concerts et le théâtre de Liège, Editions Mardaga, 1989. 207 p., ISBN 978-2-870-09420-4